# Dibuix d'arquitectura

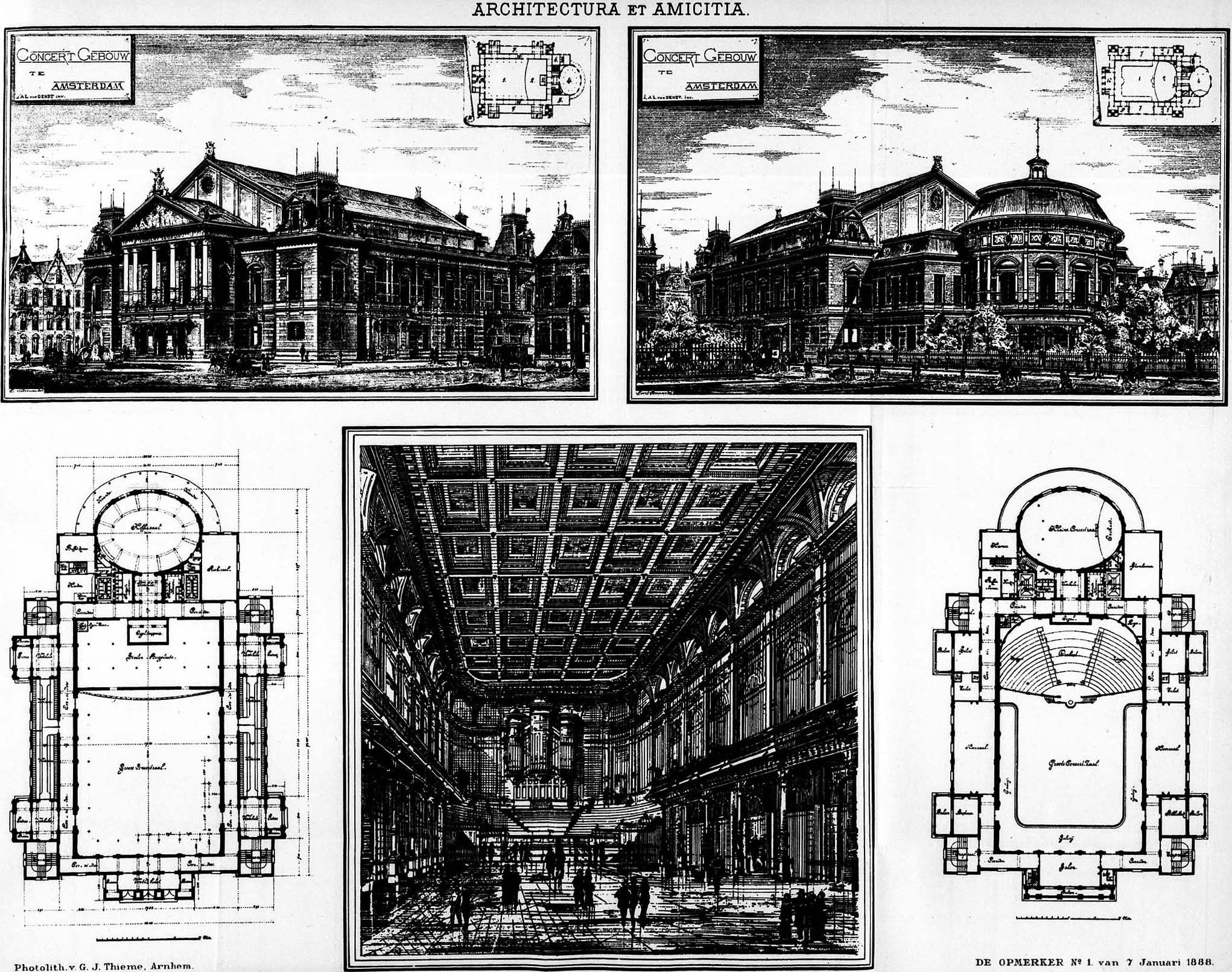
El Concertgebouw (sala de concerts) a Amsterdam, per Adolf Leonard van Gendt, il·lustració publicada el 1888

El dibuix arquitectònic  o dibuix d'arquitectura és el dibuix tècnic d'un edifici o d'un projecte de construcció que correspon al camp de l'arquitectura. Els dibuix arquitectònic és utilitzat per arquitectes i altres per a una sèrie de propòsits:
- Per a glossar una idea de disseny en una proposta coherent
- Per a comunicar idees i conceptes
- Per convèncer els clients dels avantatges d'un disseny
- Per a guiar als operaris en la construcció d'un edifici
- Com un registre del treball realitzat
- Per fer un registre escrit d'un edifici que ja existeix

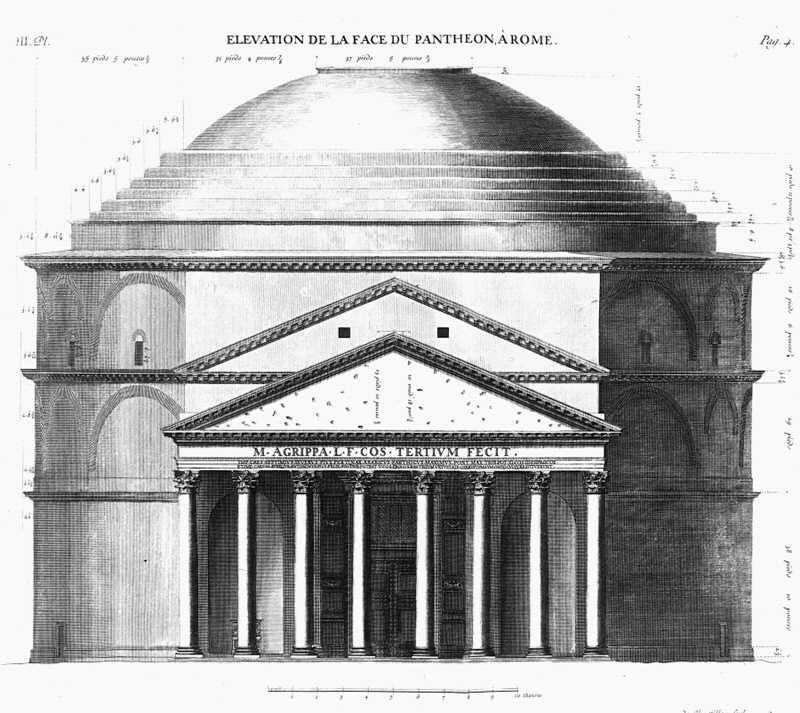
Alçat del Panteó d'Agripa

## Alçat
Un alçat, en dibuix tècnic o dibuix arquitectònic, és la representació plana de la façana d'un edifici, el costat d'una màquina o d'un objecte, mitjançant projecció geomètrica ortogonal, sense tenir en compte la perspectiva, conservant aquest totes les seves proporcions.
L'alçat s'obté mitjançant una projecció paral·lela de l'element a representar, sent aquesta perpendicular al pla de projecció. L'alçat és una de les representacions principals del sistema dièdric, juntament amb la planta; també es fa servir l'alçat lateral, com dibuix auxiliar.
L'alçat, dibuixat a escala, permet comprovar la veritable dimensió de tots els seus elements, sent de gran utilitat en les representacions d'elements arquitectònics i forma part dels documents imprescindibles de tot projecte d'arquitectura.

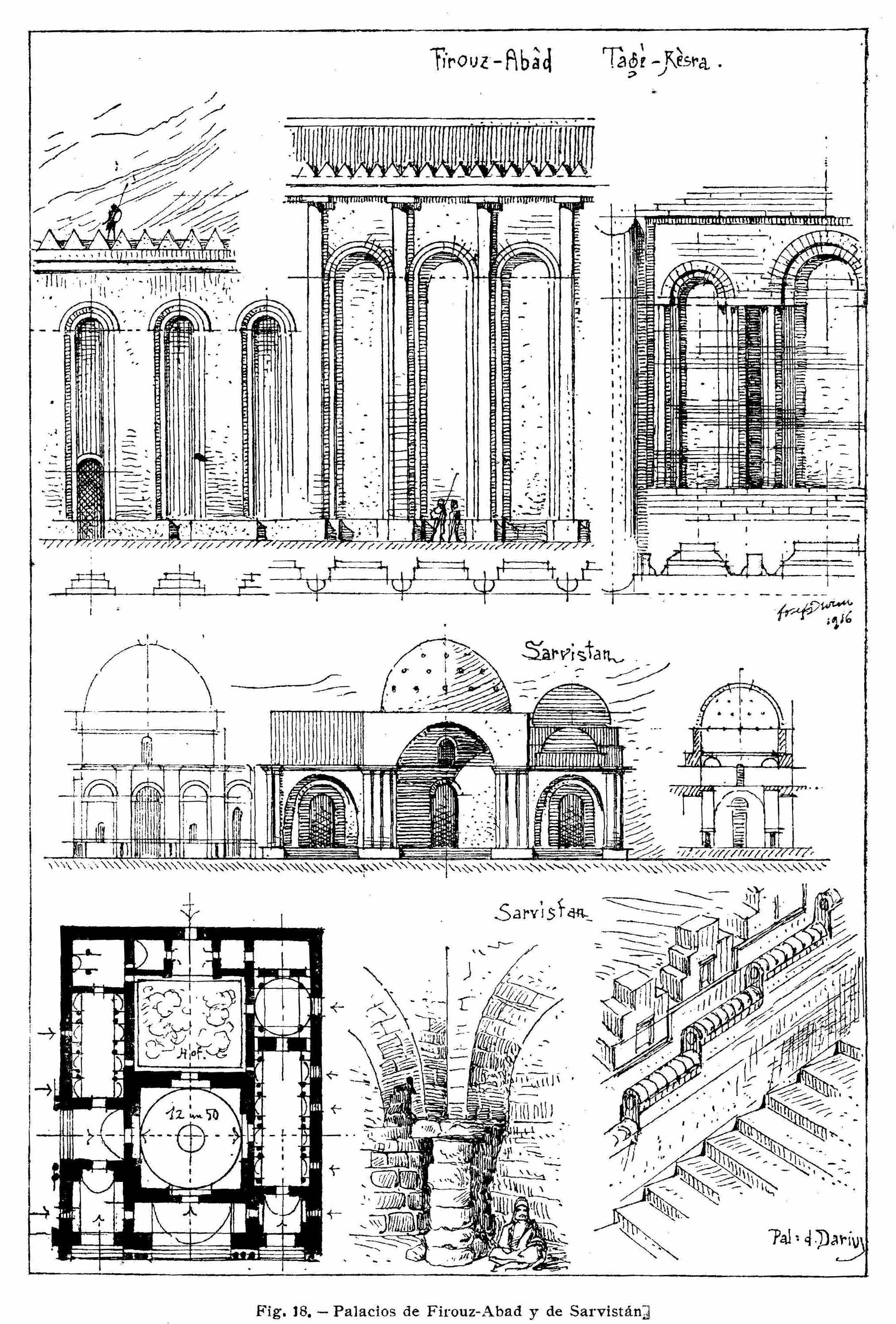
Plànols d'una església amb alçats, seccions, planta (a la cantonada inferior esquerra), detalls i perspectives.

## Planta
Una planta és la representació sense perspectiva d'un cos sobre un pla horitzontal. La planta s'obté mitjançant una projecció paral·lela, perpendicular al pla projectant horitzontal. És una de les representacions principals del sistema dièdric, juntament amb l'alçat. També es denomina planta a la representació de la secció horitzontal d'un edifici, un moble, una peça o qualsevol altre objecte.
En arquitectura, la planta és un dibuix que representa, en projecció ortogonal i a escala, una secció horitzontal d'un edifici, és a dir, la figura que formen els murs i envans a una alçada determinada (normalment coincident amb les finestres, perquè es puguin apreciar).
Els plans d'un edifici consten d'almenys una planta per cada alçada o nivell d'aquest, incloent la planta de cobertes, que a diferència de les altres, no secciona l'edifici sinó que el mostra vist des de dalt, tal com es veuria al sobrevolar-, però sense distorsions de perspectiva.
Acompanyant a les plantes o seccions horitzontals, s'utilitzen també plànols de secció vertical (denominats seccions o plànols de secció), així com plans d'alçat, que mostren l'aspecte exterior de les diferents façanes l'edifici, sense seccions.
Hi ha diferents tipus de plànols de planta en funció del que es vulgui representar. Els principals són:
- Plantes d'arquitectura: mostren les divisions interiors de l'edifici, les portes, finestres i escales. Solen estar acotades i poden anotar també la superfície de cada recinte.

- Plantes constructives: reflecteixen els detalls constructius de façana i envans interiors.
- Plantes d'acabats: mostren els materials de revestiment o acabat de sòls, sostres i paraments verticals en cadascuna de les estances o habitacions.
- Plantes d'instal·lacions: mostren el recorregut i ubicació dels diferents elements que componen les instal·lacions de l'edifici. Normalment hi ha una planta dedicada a cada tipus d'instal·lació (elèctrica, fontaneria, sanejament, etc.).
- Plantes d'estructura: mostren els detalls del forjat. A diferència de les altres plantes, que solen seccionar just per sobre del sòl, les plantes d'estructura solen seccionar just per sota, mostrant per tant els elements sobre els quals se suporta el forjat.

## Plantes en l'arquitectura cristiana
La historiografia ha establert denominacions per a les plantes de les esglésies cristianes, les formes es van establir convencionalment des de l'Antiguitat Tardana i l'edat mitjana fins al Renaixement i el Barroc:
- Planta basilical, basada en la basílica romana i característica de l'art paleocristià.
- Planta centralitzada o planta central
  - Planta de creu grega, habitual en l'arquitectura romana d'Orient
  - Planta octogonal, habitual en espais singulars com els baptisteris
  - Planta el·líptica, una innovació del Barroc
- Planta de doble absis, pròpia de l'otonià
- Planta de creu llatina, habitual en les esglésies de peregrinació del Romànic i art gòtic al Camí de Sant Jaume.
- Planta de saló, de forma rectangular, en què les naus laterals tenen la mateixa altura que la central.